# Sipyloidea perakensis
Sipyloidea perakensis är en insektsart som beskrevs av Francis Seow-Choen 2000. Sipyloidea perakensis ingår i släktet Sipyloidea och familjen Diapheromeridae. Inga underarter finns listade i Catalogue of Life.